# Kurotsu Masaru
Masaru Kurotsu (sinh ngày 20 tháng 8 năm 1982) là một cầu thủ bóng đá người Nhật Bản.

## Sự nghiệp câu lạc bộ
Masaru Kurotsu đã từng chơi cho Kawasaki Frontale, Yokohama FC và Gainare Tottori.